# Bryconamericus lassorum
Bryconamericus lassorum és una espècie de peix d'aigua dolça de la família dels caràcids i de l'ordre dels caraciformes. Va ser descrit per César Román-Valencia el 2002. Va triar l'epítet lassorum en reconeixement de les contribucions a l'estudi i la preservació dels peixos neotròpicalss dels ictiòlegs espanyols Carlos Lasso i Oscar Lasso-Alcalá.
Viu en zones de clima tropical al Golf de Paria a Veneçuela a Sud-amèrica.